# Torque (motor de jogo)
Torque3D e Torque2D são dois motores de jogo derivados do antigo Torque Game Engine (TGE) da GarageGames, liberados sob a licença MIT. Eles funcionam nos sistemas Microsoft Windows, macOS e Linux. O Torque é uma versão modificada de um motor de jogo desenvolvido originalmente pela Dynamix, para o jogo Tribes 2.

## Torque 3D
Torque 3D 2.0 foi lançado sob a licença MIT em 20 de setembro de 2012 e está atualmente na versão 3.5.1. Originário como um sucessor para TGEA (Torque Game Engine Advanced), Torque 3D possui suporte PhysX, os recursos de sombreamento modernos, e um modelo de iluminação diferida avançada. T3D também suporta Windows e implantação com base no navegador como padrão. DTS e formas DIF foram substituídas por COLLADA, um formato de arquivo mais comumente suportados. O formato DIF foi completamente preterido, enquanto DTS é ainda usado como um formato interno.
Torque 3D (MIT) suporta DirectX 11 e OpenGL 3.2
Torque 3D (MIT) está disponível para Windows, Linux e macOS
Torque 2D (MIT) v3.4